# Föderation Arabischer Emirate
Die Föderation Arabischer Emirate oder Union Arabischer Emirate war ein geplanter Zusammenschluss der drei arabischen Golfstaaten Bahrain, Katar und Vertragsoman (d. h. die 1971 noch unter britischem Protektorat stehenden, aber selbständigen sieben Golfemirate Abu Dhabi, Adschman, Dubai, Fudschaira, Ra’s al-Chaima, Schardscha und Umm al-Qaiwain).
Die am 27. Februar 1968 vereinbarte Föderation (Ittihad) hätte zunächst etwa 100.000 km² und 374.000 vorwiegend arabische Einwohner umfasst. Hauptstadt sollte zunächst Schardscha und das erste Oberhaupt der Föderation der Emir von Bahrain, damals Isa bin Salman Al Chalifa, sein. Die Emire sollten einen Obersten Rat bilden, dessen Vorsitz jährlich wechseln würde. Dieser Oberste Rat sollte die Verwaltungsaufgaben einem Föderationsrat übertragen.
Für die vorgesehene Unabhängigkeit waren Existenzprobleme zu erwarten. Der Iran erhob Ansprüche auf Bahrain und einige Golfinseln. Um dem zu begegnen, wünschte Bahrain als Gegengewicht eine enge Anlehnung an Saudi-Arabien, das seinerseits jedoch Ansprüche auf Katar und Teile Abu Dhabis erhob. Auf Abu Dhabis Oase Buraimi erhob Oman Ansprüche, in Schardscha machte sich eine Bewegung für den Anschluss an Ägypten stark. Der Wunsch, die britische Militärpräsenz daher auch nach 1971 zu verlängern, wurde von London und den übrigen Scheichtümern abgelehnt.
Die Vereinigung wurde schließlich mit den Unabhängigkeitserklärungen Bahrains und Katars von Großbritannien, welche auch an die übrigen Emirate gerichtet waren, überholt. 1971 gründeten die übrigen Golfemirate unter Führung Abu Dhabis die Vereinigten Arabischen Emirate, Ra’s al-Chaima trat als siebtes Emirat erst 1972 bei.